# Peperomia muscipara
Peperomia muscipara är en pepparväxtart som beskrevs av Trel. & Yunck.. Peperomia muscipara ingår i släktet peperomior, och familjen pepparväxter. Inga underarter finns listade i Catalogue of Life.